# Vergongheon
Vergongheon is een gemeente in het Franse departement Haute-Loire (regio Auvergne-Rhône-Alpes). De plaats maakt deel uit van het arrondissement Brioude. Vergongheon telde op 1 januari 2022 1.793 inwoners.

## Geografie
De oppervlakte van Vergongheon bedroeg op 1 januari 2022 12,61 vierkante kilometer; de bevolkingsdichtheid was toen 142,2 inwoners per km².

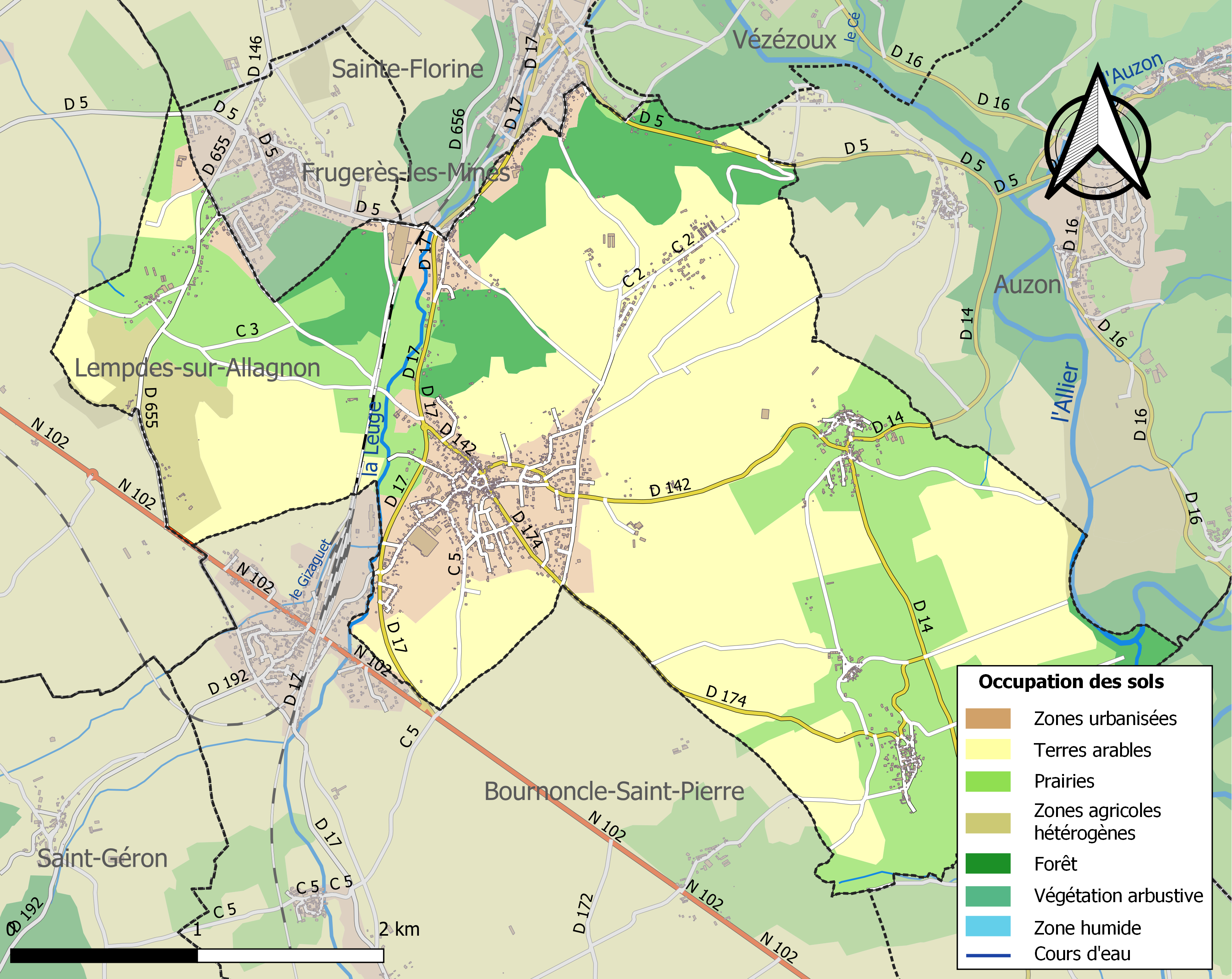
Kaart van de gemeente met de belangrijkste infrastructuur, bodemgebruik en omliggende gemeenten

## Demografie
Onderstaande figuur toont het verloop van het inwonertal (bron: INSEE-tellingen).